# Antônio Coelho de Sá e Albuquerque

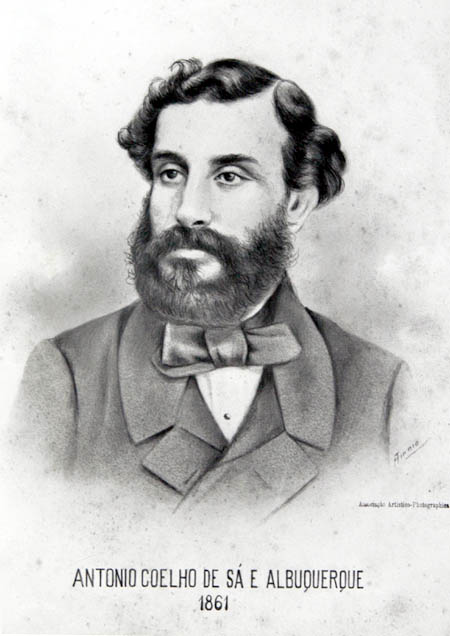
Antônio Coelho de Sá e Albuquerque (1861)

Antônio Coelho de Sá e Albuquerque (* 18. Oktober 1821 in Muribeca, Sergipe; † 22. Februar 1868 an Bord der Paraná bei São Salvador da Bahia de Todos os Santos) war ein Politiker im Kaiserreich Brasilien, der unter anderem mehrfach Außenminister sowie zwischen 1864 und seinem Tode 1868 Senator des Kaiserreichs Brasilien war.

## Leben
Antônio Coelho de Sá e Albuquerque war nach dem Schulbesuch in Recife als Landbesitzer tätig und war vom 3. Juli 1851 bis zum 29. April 1853 Präsident von Paraíba sowie im Anschluss von 1853 bis 1862 Mitglied der Abgeordnetenkammer (Câmara dos Deputados). Zugleich fungierte er zwischen dem 13. Oktober und dem 23. Oktober 1854 sowie erneut vom 4. Mai bis zum 7. November 1855 als Präsident von Alagoas. Er war des Weiteren zwischen dem 23. Oktober 1859 und dem 12. Mai 1860 Präsident von Pará.
Vom 21. April bis zum 10. Juli 1861 bekleidete Albuquerque erstmals das Amt als Außenminister (Ministro das Relações Exteriores). sowie zwischen dem 24. Mai und dem 30. Mai 1862 als Transportminister (Ministro dos Transportes) sowie zugleich als Landwirtschaftsminister (Ministro da Agricultura). Im Anschluss war er 1862 bis 1864 Präsident von Bahia und wurde 1864 Senator des Kaiserreichs Brasilien. Er gehörte dem Senat in der zwölften und dreizehnten Legislaturperiode bis zu seinem Tode an und war vom 27. Oktober 1866 bis zum 9. Dezember 1867 erneut Außenminister.